# 10 Minutes
«10 Minutes» es una canción grabada por la cantante rumana Inna para su primer álbum de estudio, Hot (2009), con la colaboración del trío rumano Play & Win. Fue lanzado como el quinto sencillo del disco el 25 de enero de 2010. Escrito y producido por los miembros de Play & Win Sebastian Barac, Radu Bolfea y Marcel Botezan, «10 Minutes» es una canción de synthpop y electropop estilizada para adaptarse al estilo musical consumido en los Estados Unidos. Su estilo también fue descrito como un alejamiento de sus trabajos previos tanto por Inna como por un crítico.
Los críticos de música elogiaron a «10 Minutes» y lo consideraron como una de las pistas más destacadas en la carrera de Inna. La canción fue promovida por un video musical subido el 26 de junio de 2010 al canal oficial de la cantante en YouTube. Filmado por el director británico Paul Boyd en Londres, Reino Unido. el videoclip muestra a la artista en un club, acompañada por bailarinas. Para una mayor promoción, Inna interpretó «10 Minutes» en varias ocasiones, incluyendo los Romanian Music Awards del 2010 y durante su concierto Inna: Live la Arenele Romane gig en Bucarest, Rumania en 2011. Comercialmente, la canción fue un éxito moderado en Europa, alcanzando el top 20 en algunos países.

## Lanzamiento y composición
«10 Minutes» fue escrito y producido por los miembros del trío rumano Play & Win: Sebastian Barac, Radu Bolfea and Marcel Botezan, quienes también fueron acreditados como artistas invitados. Fue enviado a la estación de radio rumana Radio 21 el 25 de enero de 2010, como el quinto sencillo del primer álbum de estudio de Inna Hot (2009), donde fue reproducido por primera vez el programa radial «Muzica Ta»—en español: Tu Música—presentado por Marian Soci. La pista fue filtrada antes de su lanzamiento.
Musicalmente, «10 Minutes» es una canción de synthpop y electropop, descrita como un alejamiento de los trabajos previos de Inna para adaptarse al estilo musical consumido en los Estados Unidos. En una entrevista con la cadena de televisión de noticias rumana Realitatea TV, Inna explicó: «No se parecerá a ninguno de mis sencillos [anteriores], será otra cosa. El mercado ya está recibiendo suficiente de los mismos [sonidos], y ['10 Minutes'] no será más lento, sino que será rítmico.»

## Recepción
Tras su lanzamiento, «10 Minutes» ha recibido reseñas generalmente positivas por parte de los críticos de música. Neeti Sarkar, quien escribió para The Hindu, elogió la naturaleza bailable de la pista, mientras que un editor de la estación de radio rumana Pro FM incluyó la canción en su lista de «16 éxitos con los que Inna ha hecho historia». Comercialmente, el sencillo no obtuvo el mismo éxito que sus predecesores. En el Top 100 de Rumania, alcanzó el puesto número 11 en mayo de 2010, convirtiéndose en su primera canción que no ingresó en el top 10. La pista obtuvo 6,266 reproducciones en las estaciones de radio rumanas según las lista de fin de año publicadas en 2010, posicionándola en el número 42. En la lista SNEP de Francia, «10 Minutes» ingresó en el número ocho como el debut más alto en diciembre de 2010, mientras que simultáneamente «Déjà Vu» (2009), «Amazing» (2009) y «Hot» (2008) se posicionaron en los puestos 21, 42 y 77, respectivamente. La canción descendió al número 11 en la siguiente semana, regresando poco después a su punto máximo en enero de 2011. «10 Minutes» también alcanzó el top 10 en República Checa, en la lista MAHASZ de Hungría, y en la lista Polish Airplay New de ZPAV en Polonia.

## Video musical y promoción
Un video musical de acompañamiento para «10 Minutes» fue subido al canal oficial de Inna en YouTube el 26 de junio, precedido por el estreno de un teaser el 25 de junio de 2010. Durante una reseña, un editor del sitio web rumano Urban.ro afirmó que «teniendo en cuenta el director y la ubicación, esperaba más, pero quizás el video se verá mejor.» El videoclip fue filmado por el director británico Paul Boyd en Londres, Reino Unido el 9 de junio de 2010. Un «detrás de escenas» del video fue subido posteriormente el 16 de junio de 2010. El videoclip comienza con Inna maquillándose frente a un espejo, y continúa bailando en un club y realizando coreografías con unas bailarinas de fondo. Jonahan Harmad del sitio web francés Pure Charts pensó que Inna «no cambia una receta ganadora: chicas hermosas, bailes y un club.»
En 2010, Inna interpretó un popurrí de la canción en los Romanian Music Awards junto con «Amazing», «Señorita» (2010) y «Sun Is Up» (2010) el 10 de julio, y en el Club Kasho en Brașov, Rumania el 28 de diciembre. La cantante también se presentó en dos ocasiones en 2011, en los Viva Comet Awards el 24 de febrero, y durante su propio concierto Inna: Live la Arenele Romane gig en Bucarest, Rumania el 17 de mayo, donde llegó en un helicóptero «como una diva».

## Formatos
- Versiones oficiales[B]

1. «10 Minutes» (Play & Win Radio Edit Version) – 3:19
2. «10 Minutes» (Play & Win Instrumental) - 3:18
3. «10 Minutes» (Play & Win Remix) – 4:07
4. «10 Minutes» (UK Radio Edit Version) – 2:34
5. «10 Minutes» (Hi Def Radio Edit) – 3:31
6. «10 Minutes» (Hi Def Club Remix) – 5:24
7. «10 Minutes» (Hi Def Dub) – 5:26
8. «10 Minutes» (Liam Keegan Radio Edit) – 3:50
9. «10 Minutes» (Liam Keegan Club Remix) – 6:59
10. «10 Minutes» (Liam Keegan Instrumental) - 6:26
11. «10 Minutes» (DJ Feel Radio Edit) – 3:37
12. «10 Minutes» (DJ Feel Club Remix) – 6:33
13. «10 Minutes» (Chris Garcia Radio Edit) – 3:37
14. «10 Minutes» (Chris Garcia Club Remix) – 6:18
15. «10 Minutes» (Odd Radio Edit) – 3:27
16. «10 Minutes» (Odd Club Remix) – 6:03
17. «10 Minutes» (XNRG Radio Edit) - 3:43
18. «10 Minutes» (XNRG Club Remix) – 4:48
19. «10 Minutes» (Breeze & Klubfiller Remix) – 5:12

## Posicionamiento en listas
| Bélgica         | Ultratop 50 Flanders | 15 |
| Bélgica         | Ultratop 50 Wallonia | 17 |
| Eslovaquia      | Rádio Top 100        | 34 |
| Francia         | SNEP                 | 8  |
| Hungría         | Dance Top 40         | 5  |
| Países Bajos    | Dutch Top 40         | 18 |
| Polonia         | Dance Top 50         | 12 |
| Polonia         | Polish Airplay New   | 4  |
| República Checa | Rádio Top 100        | 10 |
| Rumania         | Romanian Top 100     | 11 |
| Rusia           | Tophit               | 85 |

| Rumania | Romanian Top 100 | 42 |

## Historial de lanzamiento
| Región         | Fecha                   | Formato          | Discográfica |
| -------------- | ----------------------- | ---------------- | ------------ |
| Rumania        | 25 de enero de 2010     | Radio airplay    | Ninguna      |
| Italia         | 19 de mayo de 2010      | Descarga digital | DIY          |
| Estados Unidos | 2 de noviembre de 2010  | Descarga digital | Ultra        |
| Reino Unido    | 2 de noviembre de 2010  | Descarga digital | Ultra        |
| Francia        | 27 de diciembre de 2010 | CD               | Airplay      |